# Physodermataceae
Physodermataceae är en familj av svampar. Enligt Catalogue of Life ingår Physodermataceae i ordningen Blastocladiales, klassen Blastocladiomycetes, divisionen Blastocladiomycota och riket svampar, men enligt Dyntaxa är tillhörigheten istället ordningen Blastocladiales, klassen Chytridiomycetes, divisionen pisksvampar och riket svampar.
| Physodermataceae | \| \| Physoderma \| \| \| \| |
|                  | \| \| Physoderma \| \| \| \| |
|                  | Coelomomycetaceae            |
|                  |                              |
|                  | Blastocladiaceae             |
|                  |                              |
|                  | Catenariaceae                |
|                  |                              |
|                  | Sorochytriaceae              |
|                  |                              |
|                  | Coelomycidium                |
|                  |                              |
|                  | Physoderma                   |
|                  |                              |

|  | Physoderma |
|  |            |